# Niels Peter Jensen
Niels Peter Jensen (Copenhaguen, 23 de juliol de 1802 – Copenhaguen, 19 d'octubre de 1846) fou un compositor, organista i flautista danès. No obstant ésser cec des de la infància, aconseguí adquirir una mestressa incomparable en el seu art, aconseguint just renom, no tan sols com a executant, sinó com a compositor. Entre les seves obres principals hi ha una sonata, dos duets, variacions, una fantasia per a flauta. També va compondre forces obres per a piano i orgue;i alguna música per l'escena.